# セックスワーカー

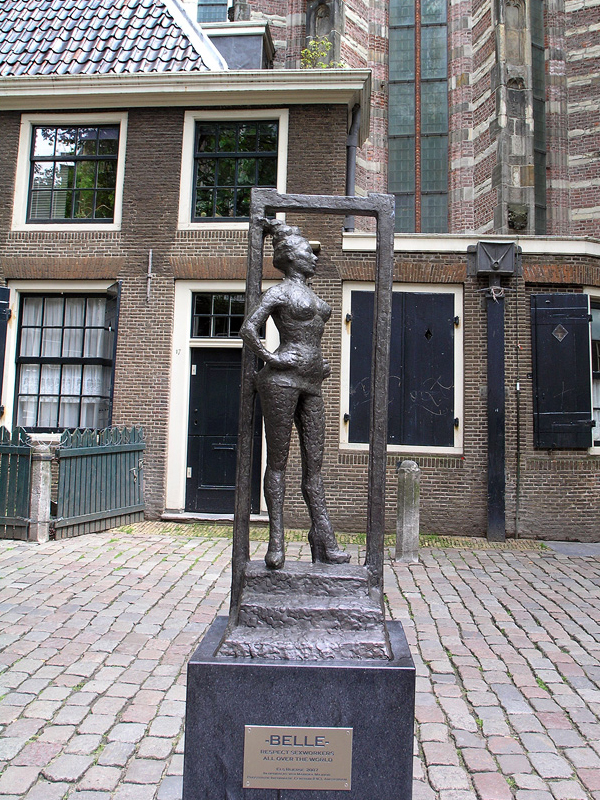
アムステルダムの赤線地区「飾り窓」の、「旧教会」前にあるブロンズ像Belle。2007年3月に除幕式が行われ、「全世界のセックスワーカーに敬意を表して」の銘がある。

セックスワーカー (英語: sex worker) とは、自身の表現、外見、イメージ、行為などを性的なサービスとして提供する事を仕事にしている労働者である。日本語では性労働者と訳される事もある。また、英語の頭文字をとってSWと略される事もある。

## 概要

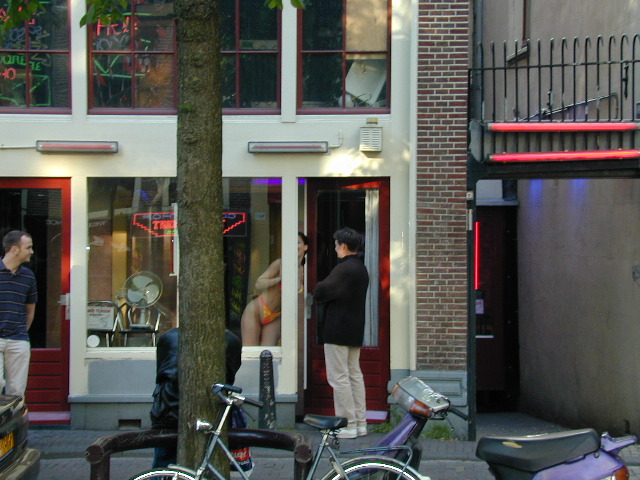
アムステルダムの赤線地帯の飾り窓で、客と会話するセックスワーカー。

セックスワーカーは、特定の年齢層や性別がイメージされる事も多いが、実際には様々な年齢、性別の労働者が、多様な業態のセックスワークに従事している。また、顧客の性別や、サービスが異性間、同性間であるかにも関わらない。シスジェンダーだけでなく、トランスジェンダーのセックスワーカーも多く存在する。

### 業態
セックスワークには、主に以下のような業態が存在する。
- 身体的な接触を用いて行う性的サービス（売春など）[注 1]
- 性的なパフォーマンス（ストリップなど）[注 2]
- 性的メディアへの出演（ポルノグラフィやアダルトビデオなど）[注 3]

セックスワークを取り巻く現状は、国や文化圏によって大きく異なり、時代とともにその業態も変化しつつある。特に近年、インターネットの普及とともに、その業態が大きく変わりつつある。 
地域によっては法規制がされている場合（後述参照）もあり、そういった場合は地下経済で行われることがしばしばある。また、そのような地域では、法規制を逃れる為に特化した業態が発達する場合もある。例として、売春に対する法規制がある地域で、膣ペニス挿入（いわゆるホンバン）を伴わない合法的な性風俗が確立されることがある。 また、法規制による地下化や社会的な偏見がセックスワーカーの業務上の安全性を脅かしていると指摘される（後述参照）。
セックスワーカーは個人事業主である場合や、従業員として会社や組織に属している場合がある。また、性風俗店などの店舗で働いている場合でも、個人事業主として業務委託契約が結ばれ、各種社会保障がでない事も多い。業態ごとに固有の業務上のリスクが、健康面や安全面で見られる (後述参照)。
基本的には個人の自由意志で働いている人をセックスワーカーと呼び、強要された売春、児童買春、性的奴隷は加害を伴う違法行為として区別する。しかし、経済的な理由や、他の理由によって第三者に強要され、セックスワーカーとなる場合もある（後述参照）。

### 就業動機
セックスワークを始める動機には、様々なものがあり、必ずしも経済的な困窮ではない。貧困問題と関連性を持つ場合も多いものの、現代のセックスワークは業種、また労働者の社会経済的地位などにおいて多様であり、包括的に貧困と関連づける事は出来ない。
他の産業に比べ、就業時間を自由に決めれることや、（業態によっては）自分で顧客や労働地域を選べる点などもセックスワークを始める動機として挙げられる。しかしながら、借金返済や嗜癖にかかる費用を補うためなどの経済的な必要性から始められる場合も少なからずある。また、根深い就職差別に晒される人（例えばトランスジェンダーの人や障がい者など）にとって、限られた就業の選択肢の一つとしてセックスワークを選ぶ人もいる。また、セックスワークを通して、性の解放やエンパワーメント、自尊心の向上を感じる人もいる。
カナダにおける研究では、調査協力をしたセックスワーカーの4分の1は、始めた動機の一つとして「この仕事に個人的に興味があったから（personal appeal of the work）」と答え、3分の1は虐待やネグレクトをはじめとした「危機的な状況（critical life event）」を経てセックスワークを始めたと答えた。また同じ研究において、全体の87%は「何らかの金銭的な動機 (need or desire for money)」を挙げた。

### 実態調査
上記の記述を含め、セックスワーカーの業態、人数、性別や年齢などの実情について調べた研究は、小集団からの聞き取りを元にセックスワーカー全体を推定するものが多い。正確に多様なセックスワーカーの実情が反映された統計サンプルを抽出する事は非常に難しく、それゆえに先入観などの実験者効果が反映される恐れがある。
統計調査をするにあたり、セックスワーカーでなく、連絡の取りやすい売春宿や斡旋者を対象に聞き取りを行った研究もあるが、あくまで特定の店舗の実態であり、当事者全体の実情が反映されていないなどの批判がある。売春など、地域によっては法規制されているセックスワークに従事する人は取り締まりや逮捕を恐れることから、調査への参加に消極的になる事がある。また、行政によって行われる調査などでは、「セックスワークは悪いものである」という否定的な認知バイアスを初めから持って取り組まれる場合もあり。そのような偏見や固定概念を持つ研究者などに対して、労働者が不信感や警戒心を抱き、調査協力に消極的な場合もある。また、一部のセックスワークは地下経済に属しており、経済活動の記録が残りにくく、それが実情の把握が困難な理由でもある。
このような不正確な統計データは個々のセックスワーカーの実情や経験を矮小化する為、当事者の声、オーラル・ヒストリーを重要視する研究者もいる。

## 用語
セックスワーカーという用語は1979年にキャロル・リーにより提唱され、1987年出版の『セックス・ワーク: 性産業に携る女性たちの声』で一般的に知られる様になる。売春婦、男娼、AV女優と言った従来の用語が性別や業種に対して限定的であったり、職業でない強制売春を含む場合もあることから、新しい用語の必要性を唱えた。セックスワーカーは『自身の行為・外見・イメージなどを、他人の性的欲望の対象として売ることを仕事としている人』を包括的に表現する言葉として使われる。
「春を売る」という言葉に代表されるように、売春婦などの従来の用語には、従事者の性や従事者自体が消費される対象であるというイメージが強く、従事者が「労働」の対価として金銭を受け取っているという側面が認識されにくい。この事から、様々なスティグマや差別が存在する。そんな中、性風俗産業における労働を「セックスワーク」、そこで働く労働者を「セックスワーカー」とする事で、「サービス」や「生産物」を、労働者から分離して考え、労働者のエージェンシー（主体性）を尊重する意味合いを持つ。また、労働者（ワーカー）と明記する事で、労働基本権などが保障されるべきだという意味合いも含まれる。

## 合法性と社会的観点

売春の法的規制(18歳以上)の世界地図
非犯罪 - 売春に関連する刑事罰は存在せず、他の法律に抵触しない限り規制はされない
合法 - 売春は合法であるが、許可地域や免許制などで規制
半合法 - 売春は合法であるが、売春宿や斡旋などの組織的活動は違法
半違法 - 売春は合法だが、買春や第三者の関与は違法
違法 - 売春は違法
地方自治体の条例に委ねられている

ポルノグラフィの法的規制(18歳以上)の世界地図
合法
合法・制限あり
違法
情報なし

一部のセックスワークは、国や地域の法により、規制・制限されていたり、違法とされていたりする場合がある。例えば、米国においてポルノグラフィは合法であるが、売春はほとんどの州で違法である。国によってはポルノグラフィも売春も共に違法である場合や、共に非犯罪化されている場合もある。売買春を含むほぼ全てのセックスワークが非犯罪化されている国の例として、ニュージーランドが挙げられる。セックスワークを合法としている地域でも、営業形態や年齢などが制限されていることが多い。従事者（セックスワーカー）、消費者（顧客や購入者）、もしくは第三者（雇用者、販売店、売春宿管理者など）がそれぞれ規制や取り締まりの対象とされる場合がある。
セックスワークの法的位置付けについての議論には、主に以下の二点が挙げられる。
1. 社会的法益：社会風紀や社会規範の維持としての観点
2. 個人的法益：搾取やその他暴力に晒される可能性のあるセックスワーカー及び関係者の保障や保護の観点

### 社会風紀および社会的法益を保つ論点
社会的法益（善良な風俗）を保護する為にセックスワークを規制、犯罪化するべきだという立場では、セックスワークが社会風紀や社会規範に反するものだという論点を元にしており、セックスワークが被害者なき犯罪と言われる所以でもある。また、青少年の健全な育成を阻害するという論点なども含まれる。ポルノグラフィ、わいせつ物の陳列、管理者や雇用者を伴わない単純売春に対する規制などがこれに当たる。
非犯罪化を推進する意見として、非犯罪化した国においての秩序が問題なく保たれている点や、社会的法益（秩序）の為に、後述の個人的法益（セックスワーカーの権利や安全性）が侵されやすい状況が発生していると指摘する。

### セックスワーカーの権利および個人的法益を保つ論点
セックスワーカー、またセックスワークに携わる可能性のある人の個人的法益を保護する観点においては、非犯罪化に反対、賛成する意見が双方見られる。

#### 犯罪化、法規制を支持する意見
犯罪化、法規制を支持する意見は主に、セックスワークは本質的に搾取的であるため、セックスワーカーの権利を保障した上での非犯罪化は事実上不可能だという考えを基本としている。
その上で、非犯罪化することでセックスワークの需要が増えることを危惧する意見もある。非犯罪化に伴い、セックスワークが違法である近隣国や経済格差のある近隣国から就業移民としてのセックスワーカーの増加は指摘されており、中には「援助された移民」と称される実質的な人身売買が増加したという指摘もある。
2007年にオランダ・アムステルダム市長は「2000年の売春合法化以降、事情が変わってしまった。法律で許可されているのは自発的な売春だが、昨今では人身売買や性的搾取などの犯罪が横行している」と指摘。ただし2007年のオランダ法務省の報告によると、セックスワークが違法であった時に比べると人身売買がより難しくなっていると報告した。これら非犯罪化に伴う様々な現象は、今まで記録されてこなかった多くの社会問題の表面化で、必ずしも経済的搾取などの社会問題の増加ではないという指摘もある。

#### 非犯罪化に賛成する意見
非犯罪化を支持する論点では、セックスワークは労働であり、その中に存在する経済的搾取は他産業においても共通の物で、労働法により改善されるべきだという考えを基本とし、多くのセックスワーカー当事者団体に支持されている立場である。
セックスワークの違法化は、労働者としてのセックスワーカーの社会的な立場を弱め、顧客や雇用者からの搾取や暴力に晒されやすい状況を作っていると指摘する。例えば、売春の違法化が実質的に成功している例はなく、法規制によってセックスワーカーは権利や安全の保障されない地下経済で労働を行わざるをえなくなる。
犯罪化により、セックスワークは社会規範に反している、法律に違反している、というスティグマが生まれ、差別にさらされ、必要な社会的支援や公的支援が受けにくいという指摘もある。例えば、AV出演強要、客の不払い、客やポン引きによる暴力や強姦などの犯罪行為にあったとしても、病院や警察などに相談することをためらったり、相談をした事でセックスワーカーに不利益を被ったり、行政による二次加害を受けたりする。また、セックスワークが違法であると、それを理由とした警察官による脅し、ゆすり、セクハラ、レイプなどが発生している。そういった犯罪化による弊害がセックスワーカーの直面する社会的不公平や貧困問題につながっているとの指摘もある。
セックスワーカーの法的立場を保証する為に、セックスワーカーは取り締まらず、買春（顧客）のみを取り締まる買春の犯罪化モデルもスウェーデンなどで実施されている。しかし、実際には摘発を恐れた顧客との交渉は人目のない路地や郊外に限られたり、交渉の時間的余裕もないことから顧客が危険な人物かどうかの十分な精査ができない状況にセックスワーカーを晒されす事により、危険性が増加するという指摘もある。
また、「セックスワーカーは貧困に晒された女性であり、保護されるべきである」という印象がそもそも社会的スティグマによるもので、実際のセックスワーカーの多様性を反映していないという指摘もある。セックスワークの犯罪化は、個人の身体的な自己決定権や職業選択の自由を侵すいう意見もある。

## 当事者運動
セックスワークの当事者は古くから声を上げてきたものの、関連した議論に反映されることは近年になるまで少なかった。日本においても、1956年の売春防止法の成立に当たって、赤線地帯で働いていたセックスワーカーによって構成される赤線従業婦組合の多くが反対したものの、宗教系団体（矯風会、救世軍）や第二波フェミニズムに影響された婦人団体の積極的な賛同を持って成立したとされている。1971年には、ニューヨークで売春をテーマとしたフェミニズム学会が初めて行われ、売春婦たちが当時のフェミニズムを辛辣に批判し、多くのフェミニストを驚かせた。以降、賛否はありながらも、セックスワーカーの権利運動はフェミニズムの枠組みで理解されるようになった（フェミニスト・セックス戦争）。
セックスワーカー当事者の経験や声が、依然として周縁化されている背景として、職業に対しての根深いスティグマが指摘されている。セックスワーカーは「被害者」というネガティブなステレオタイプにより、自主性や主体性が尊重されにくいと指摘されている。「セックスワークは望ましくない職業である」という社会規範からくる偏見により、辞めるための自立支援は存在するものの、セックスワーカー当事者の安全性や健康に影響する労働環境の改善などが制度化される事は少ない。

### セックスワーカーの組織化

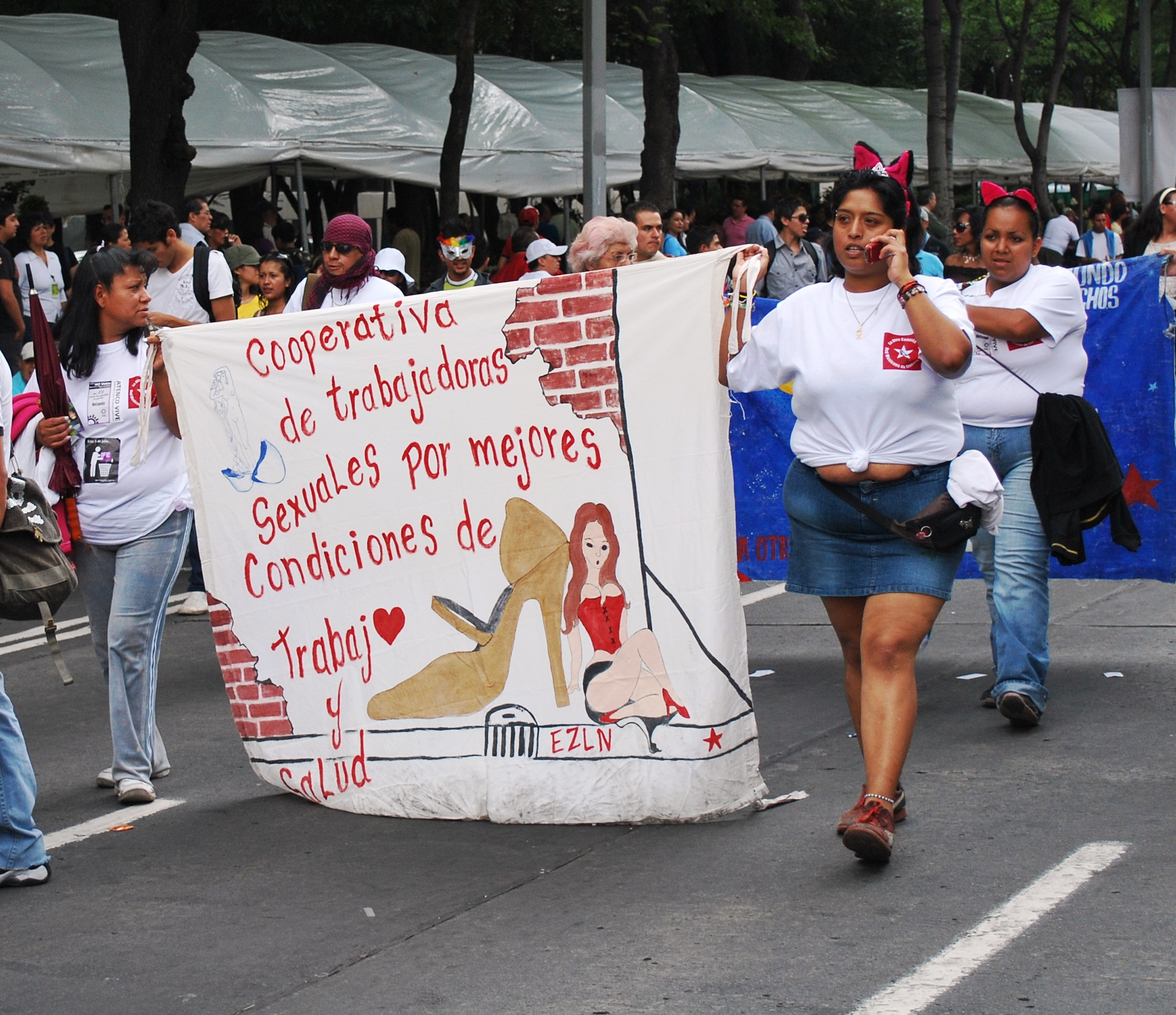
より良い労働環境を求めるセックスワーカーによるデモンストレーション。2009年、メキシコシティ

そのような状況を打開するため、1990年代よりセックスワーカーの組織化、労働組合化が世界的に活発化している。当事者団体は主に、基本的人権と一般的な労働者と同じ労働基本権を保障されるべきであると主張するのに加え、セックスワーカーがより安全かつ健康に仕事ができるような啓発活動、セックスワーカーに対してのカウンセリングや技術講習、風俗店オーナーに対する研修なども行なっている。セックスワーカーの国際的なネットワーク組織であるNSWPは基本理念として以下の3つを挙げている。
1. セックスワークを労働として認識する[注 11]。
2. あらゆるセックスワークの犯罪化、セックスワークに対する法的な抑圧に反対する（セックスワーカーを対象としたもの以外にも、客、セックスワーク関連労働者、家族、パートナーや知人に対する法的抑圧も含む）[注 12]。
3. セックスワーカーの組織化とオートノミー（自己決定権）を支持する[注 13]。

セックスワーカー当事者団体が法整備に積極的に関わった例として、2003年に売春が完全に非犯罪化されたニュージーランドの売春改革法に関わった当事者団体、NZPCが挙げられる。
当事者団体では無い、セックスワーカーの権利を擁護する代表的な国際団体として、アムネスティ・インターナショナルが挙げられる。また、毎年12月17日は セックスワーカーに対する暴力を終わらせる国際デーである。
セックスワーカーの権利運動、当事者運動の国際的なシンボルとして、赤い傘が用いられている。

#### 日本における近年の事例
日本のアダルトビデオ出演者のセックスワーカー団体として、AV女優の連合である「表現者ネットワーク（AVAN）」や「日本AV男優協会」などが過去に設立されたが、共に短期間での解散となった。1999年に当事者団体のSWASHが結成されて、活動を続けている。代表の要友紀子は第26回参議院議員通常選挙で立憲民主党の比例候補として政治活動をしたが、落選している。他、2009年から関係する職域の労働組合として、キャバクラユニオンが活動している。

## 健康と安全性

### 身体的負担
客や出演者と身体的な接触を持つセックスワーカーにとって、大きな負担の一つに体液、粘膜接触によって起こる性感染症のリスクがある。性病感染はセックスワーカーにとって、身体的、精神的な負担であると共に、治療費や休業などによる経済的な負担ともなる。

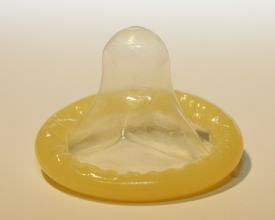
着用前のコンドーム

本来、セーファーセックスを徹底する事で性感染症のリスクは抑えられるものの、様々な理由からそれが実施できない事がある。最も効果的な対策の一つはコンドームの使用であるが、特に個人で活動しているセックスワーカーにとって、顧客とのコンドーム使用を交渉する事は容易ではない。顧客の拒絶や暴力を恐れコンドーム使用の交渉をしないセックスワーカーも多い。地域によってはコンドームの携帯が売春の疑いでの摘発対象となる場合もあり、準備したくてもできない場合がある。そのような社会的背景が性感染症のリスクを増大させ、セックスワーカーを危険にさらしていると指摘される。2003年に売春が合法化されたニュージーランドではコンドーム着用を義務付ける法律があり、従わない客には罰則があたえられる。
医療従事者のセックスワークへの理解が乏しいこともあり、セックスワーカーの為の性教育は当事者団体が提供するものを除けば少ない。その為、多くのセックスワーカーは個人で工夫してセーファーセックスを行う必要性に迫られている。「病院に行っても、どのように話したら良いのか分からない」という悩みを抱える若者もいることから、匿名で検査のできる性病検査キットが販売されている。セックスワーカーの組織化（前述）や当事者同士の活発な情報交換によりセーファー・セックスへの理解が深まり、コンドームの使用率が上昇する事が示されている。セックスワーカーの中ではシスジェンダー男性を客にとるセックスワーカーがもっともHIV感染リスクが高いとされている。中でも、シス男性を客にとるトランス女性のセックスワーカーは、複層的なスティグマにより社会保障がさらに受けにくいのに加え、セーファーセックスに対する情報も更に限られるなどの理由から、他のセックスワーカーやセックスワーカーでないトランス女性よりも高いリスクに晒される。

### 精神的な負担
身体的な労働の側面も強いセックスワークであるが、実際は感情労働としての側面も大きいことが指摘されている。特に、対面式のセックスワーカーには、肉体的な快感だけでなく、精神的な安堵を求める客も多い。性そのものがスティグマ化されている社会で、顧客にとってセックスワーカーが唯一解放的になれる相手である場合もある。しかし、そのような感情労働の従事者は、相手の強い感情に常に面しながらも、自身の感情をコントロールする必要性があり、そのことによる精神的な負担は大きいとされている。
しかし、セックスワーカーの被る精神的負担の多くは、職業的なものでなく、スティグマによる社会的なものである。セックスワーカーは抑圧された性の解放の場を提供する事で、強く求められる一方、同時に社会的に非難、卑下されるという二重規範に晒されている。根強いスティグマによって引き起こされる客や第三者による誹謗中傷や、継続的な社会における差別や偏見は、メンタルヘルスに悪影響を及ぼし、自尊心の低下を起こすことがある。また、自身の職業を家族や友人から隠す場合も多く、精神的負担に対して適切な支援を受けれない場合がある。自身の職業を隠す事や、身バレの恐れ自体が大きなストレスである場合も多い。スティグマから自身を守るため、セックスワーカーの人格を本来の自分とは別に認識するなどの対処を取っている場合もある。また、安全な労働環境が保障されている地域は少なく、多くのセックスワーカーが暴力や嫌がらせにあった事があると報告しており、そのような日常的な自衛意識も多大な精神労働となる。
このようなスティグマによる精神的な負担は、本質的なセックスワークの特徴ではない為、スティグマの解消などで緩和する事ができるとされている。

## セックスワーカーに対する暴力と搾取

### 暴力
スティグマは精神的な影響だけでなく、セックスワーカーに対する暴力行為や犯罪行為を助長することで身体的な危険性をもたらす。 セックスワーカーに対する暴力は、通行人などによる暴言や暴力、警察からの暴力、客や店舗などによる暴力が挙げられる。日本のセックスワーカーホットラインには、客によるストーカー行為、契約外の性行為、性暴力（膣内射精、レイプ、コンドーム拒否）、雇用先や店舗によるハラスメント（セクハラ講習）などが相談として寄せられた。また、ある研究では、セックスワーカーの40%から70%が就業から1年以内に何かしらの暴力を経験していた。また、セックスワーカーやその顧客に対する法規制が、警察などへの相談の障害となっていることも指摘されている。
セックスワーカーに対する暴力は、他のスティグマや抑圧が交差する事により、悪化する事が指摘されている（インターセクショナリティを参照）。例えば、有色人種のセックスワーカーや、有色人種でトランスジェンダーのセックスワーカーなどと言うように、差別や偏見が交差するほど周縁化され、暴力や搾取の被害に晒されやすい。

### 搾取
現在の産業構造が、立場の弱い人を搾取する形式が成り立っていると言う指摘がある。自身の意思で就労している人をセックスワーカーと呼ぶものの、搾取的な第三者の誘導により、消極的な意思でセックスワーカーとなる人もいる。
日本において、モデルやアイドルのような芸能界に憧れる人に対し、事務所に所属後、アダルトビデオへの出演説得を行い、拒む場合は違約金などを根拠にアダルトビデオへの出演を強要する事例が発生している。こうした事例の発生の背景として、現行のAV産業構造の影響が指摘されている。また、就労ビザを求める人を騙し、性的人身売買に誘導する場合など、労働基本権が完全に保障されていない人に対しての搾取がまかり通っている。
オランダにおいて、2018年、アムステルダムの飾り窓で働く女性がフラッシュ・モブを行い、「毎年、西ヨーロッパでは何千人もの女性がダンスのキャリアを約束されます。そして、悲しいことに、彼女たちはここに辿り着き、そのキャリアを終えることになります。人身売買を止めてください」と、性的人身売買が行われていることを訴えた。
セックスワークの歴史研究者、ジョー・ドーズマは、セックスワークを「自主的」か「強制的」かの二元論でのみ語るのは、セックスワーカーの主体性を無視することだと書いた。また、1999年にNSWPは人身売買撲滅に向けたキャンペーンについて、「『潔白な』女性をセックスワークから守る事の方が、性産業に従事している人の人権を保障することよりも大切だと思っている」と主張した。

## 他産業との関わり
国や地域によっては、セックスワークが観光産業と密に関わっていることもある。セックスツーリズム（買春ツアー）は、旅行者が娼婦や男娼との性交や性的行為を目的として海外に旅行する。先進国の旅行客が発展途上国のセックスワーカーを求めることが多い。セックスツーリズムが繁栄する要因としては、旅行先でのサービスの安さや、売買春が合法もしくは取り締まりが緩いこと、違法である児童買春が横行していることなどがあげられる。先進国からの顧客によって支えられる途上国における児童買春は大きな問題となっている。国連は健康面・社会面・文化面においての影響を理由にセックスツーリズムに反対している。